# Europas Rosengarten
La roseraie des Deux-Ponts ou Europas Rosengarten est une roseraie en Allemagne dans le Palatinat située dans la ville des Deux-Ponts (Zweibrücken). Elle s'étend sur plus de 50 000 m2 et présente plus de 60 000 roses de 2 000 variétés. C'est la troisième roseraie du monde en superficie.

## Histoire et description
Cette roseraie est l'une des attractions de la ville avec le château des ducs du Palatinat-Deux-Ponts. Le parc a été arrangé en 1914 pour la princesse Hildegarde de Bavière, avec des étangs, des massifs et de grands arbres. C'est en 1923, après les années difficiles de la guerre et de la crise économique qui s'ensuit que le rosiériste Peter Lambert, créateur du parc, est rappelé à la rescousse pour faire venir du personnel technique et créer une réserve minimale de rosiers, puis de le gérer professionnellement deux ans plus tard. La municipalité vient en appui et l'on lance en 1927 la « Semaine de la Rose ». Le congrès de la rose y a lieu en 1931 et l'on plante plus de 3 000 variétés. La roseraie devient la propriété de la municipalité en 1950. La venue en 1953 d'Oskar Scheerer marque une nouvelle ère. La roseraie est restructurée en 1972.
Le troisième week-end de juin y a lieu chaque année une exposition de roses intitulée les Zweibrücker Rosentage. Des concerts en plein air y ont lieu régulièrement de mai à septembre. 

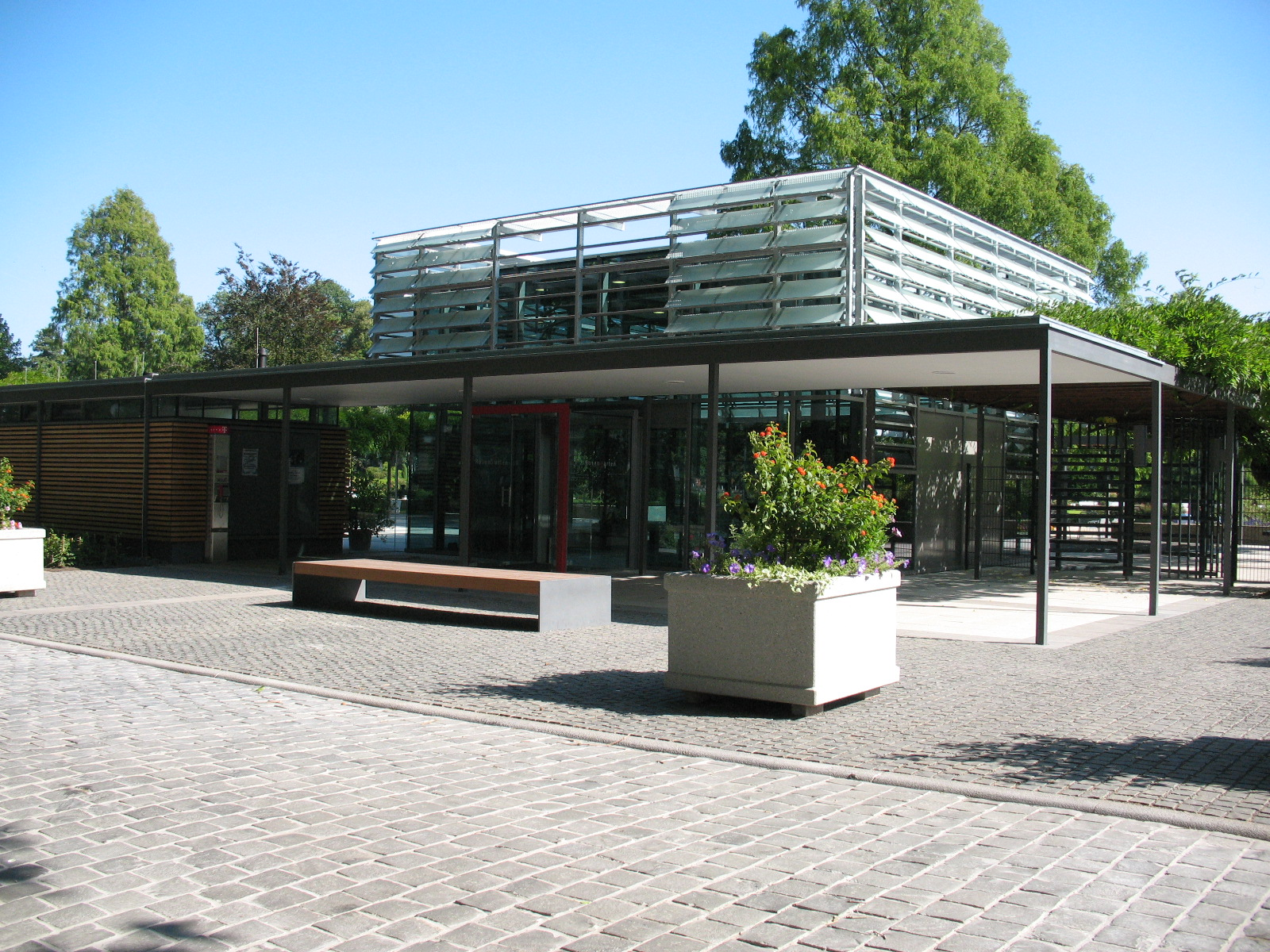
Entrée de la roseraie.
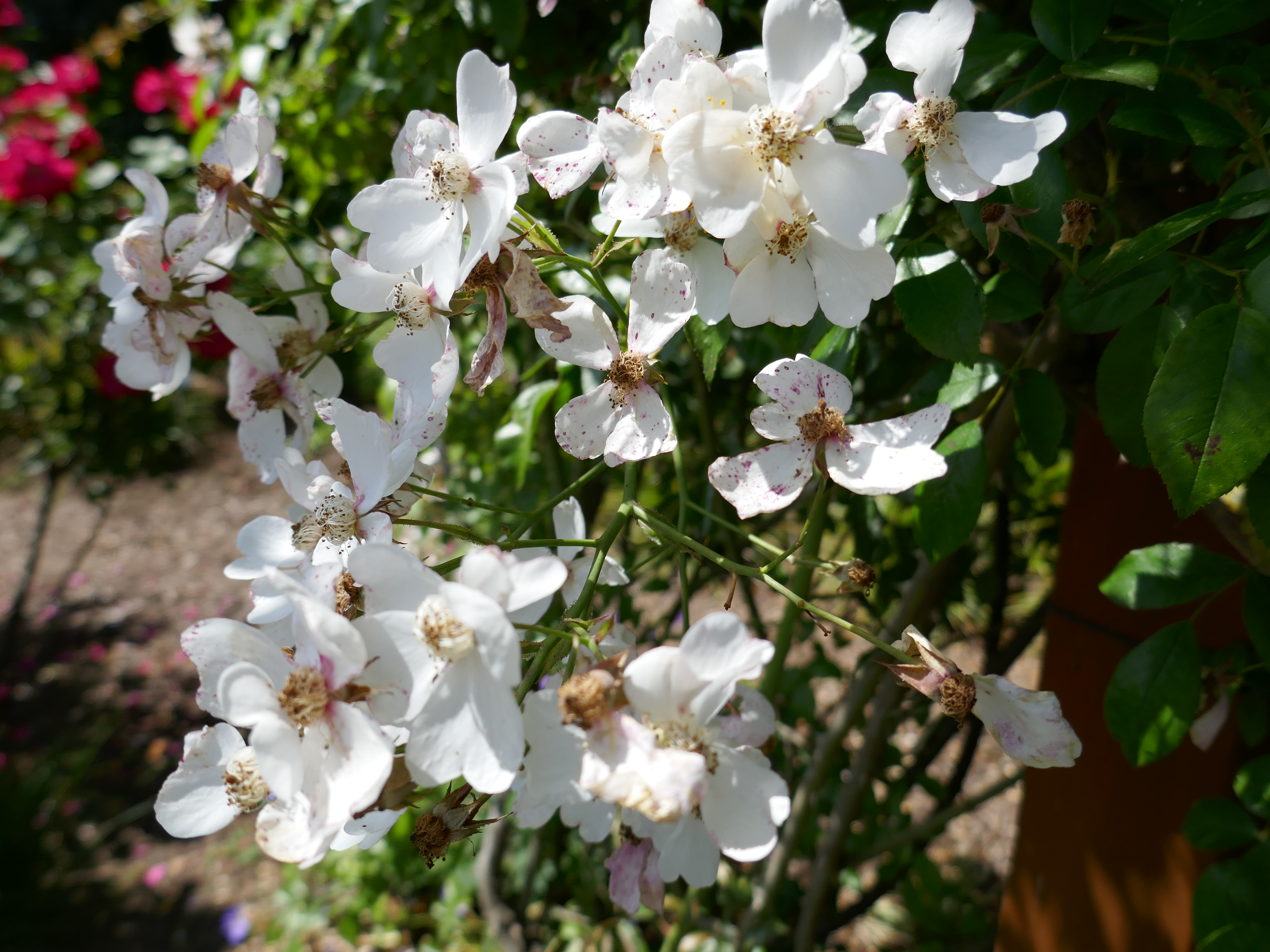
Rosa longicuspis.
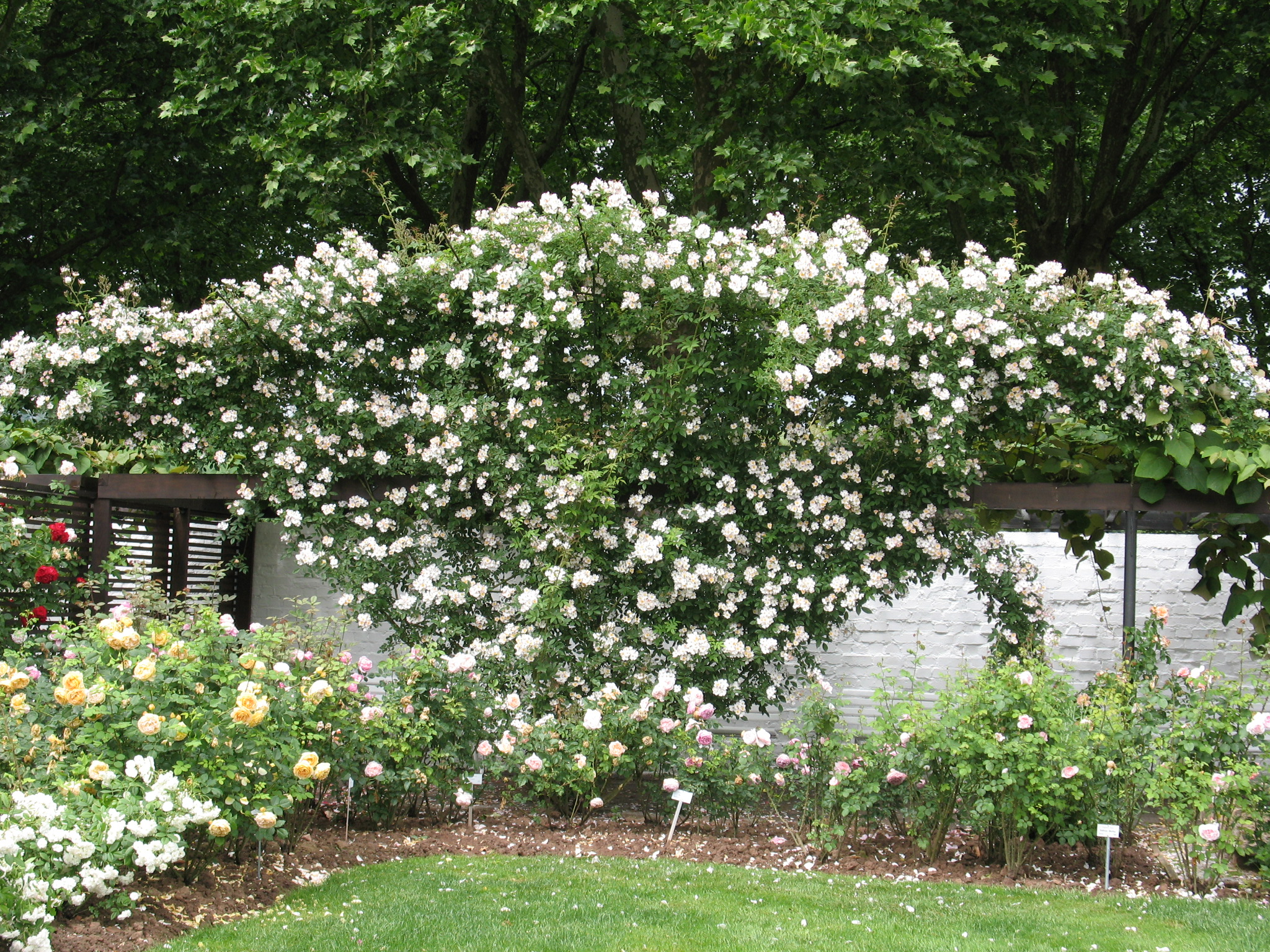
Rosier grimpant.
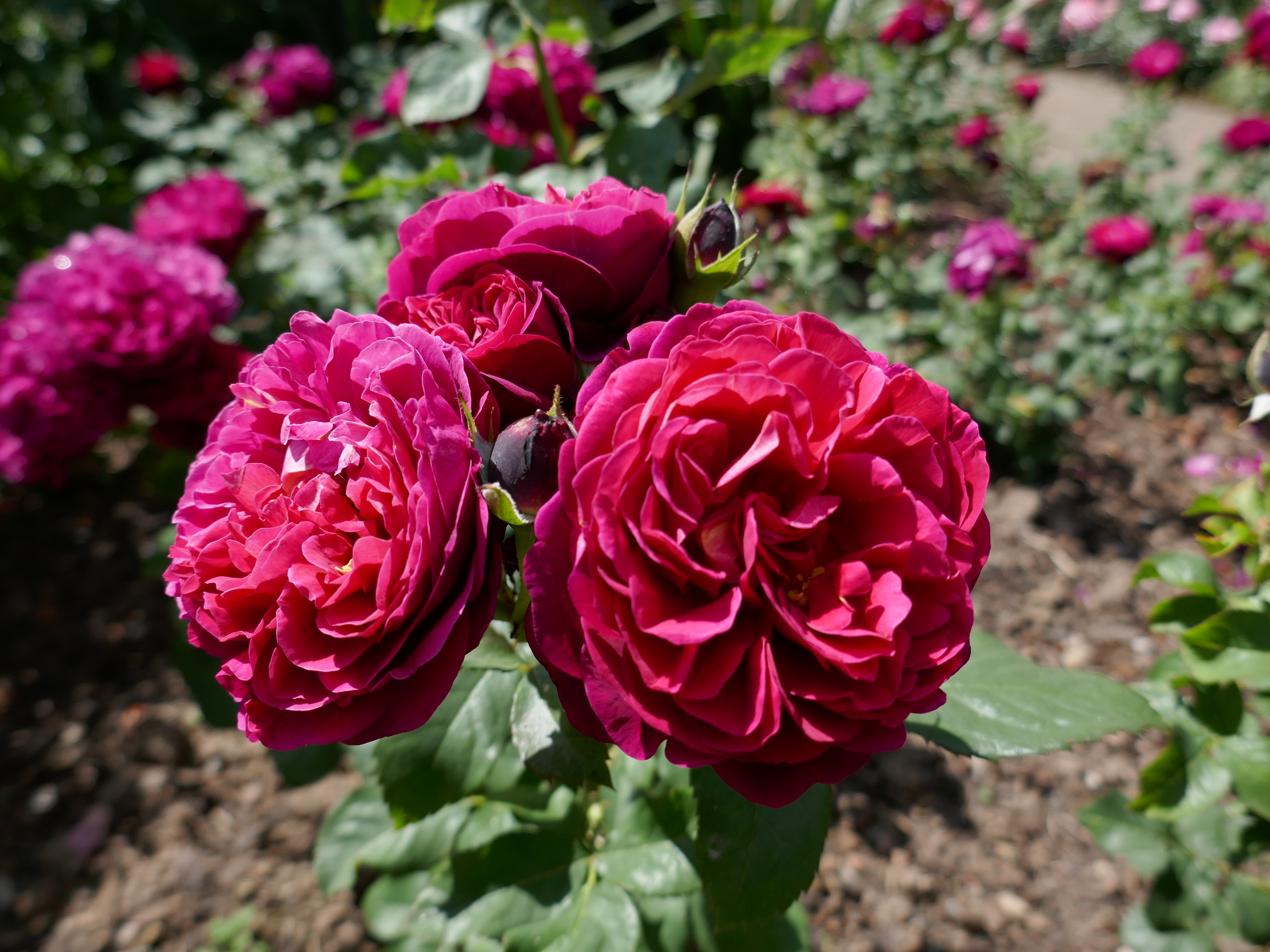
'Bicentenaire de Guillot' (Massad, 2003).
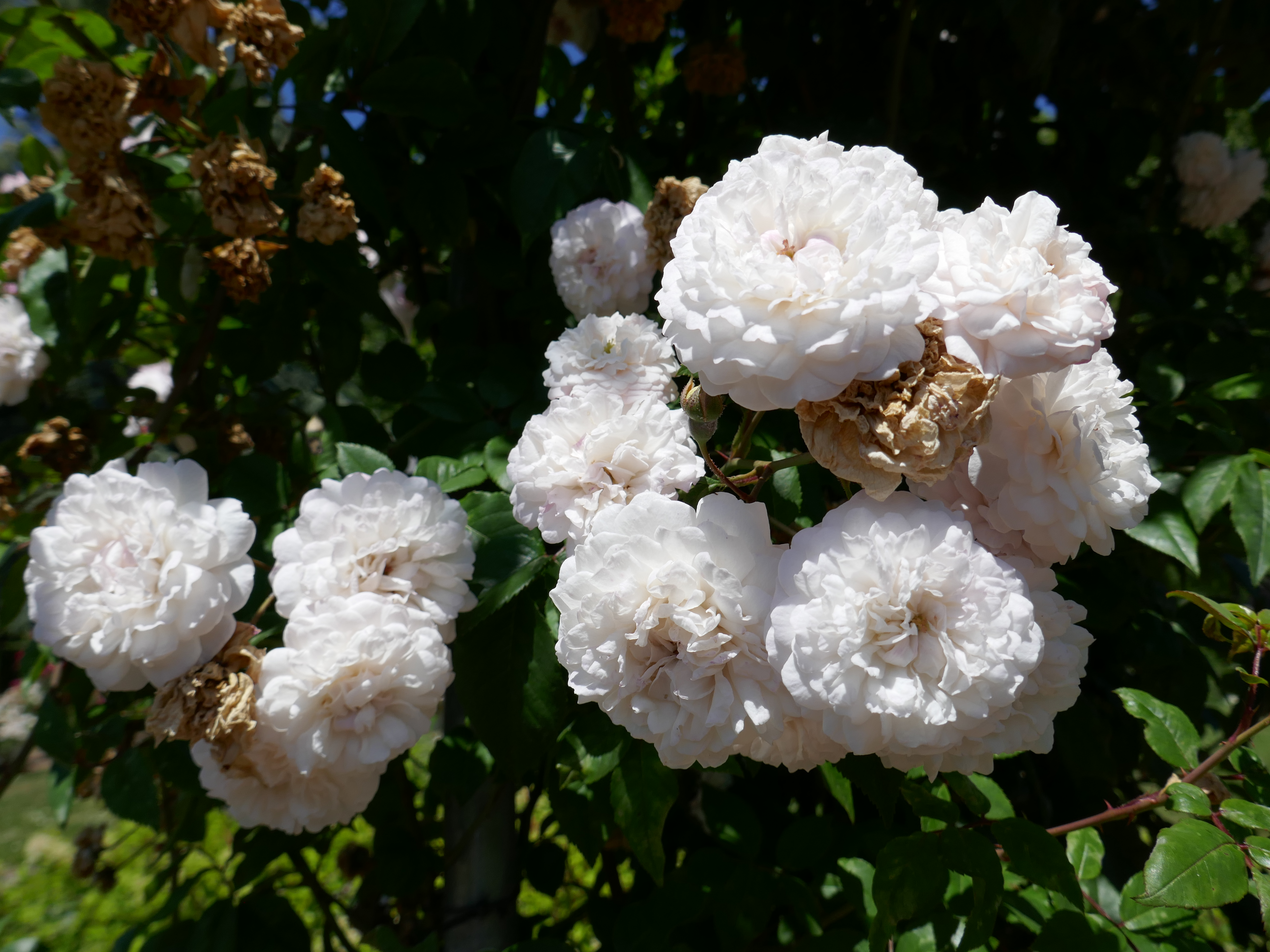
Rose 'Félicité et Perpétue' (Jacques, 1827).
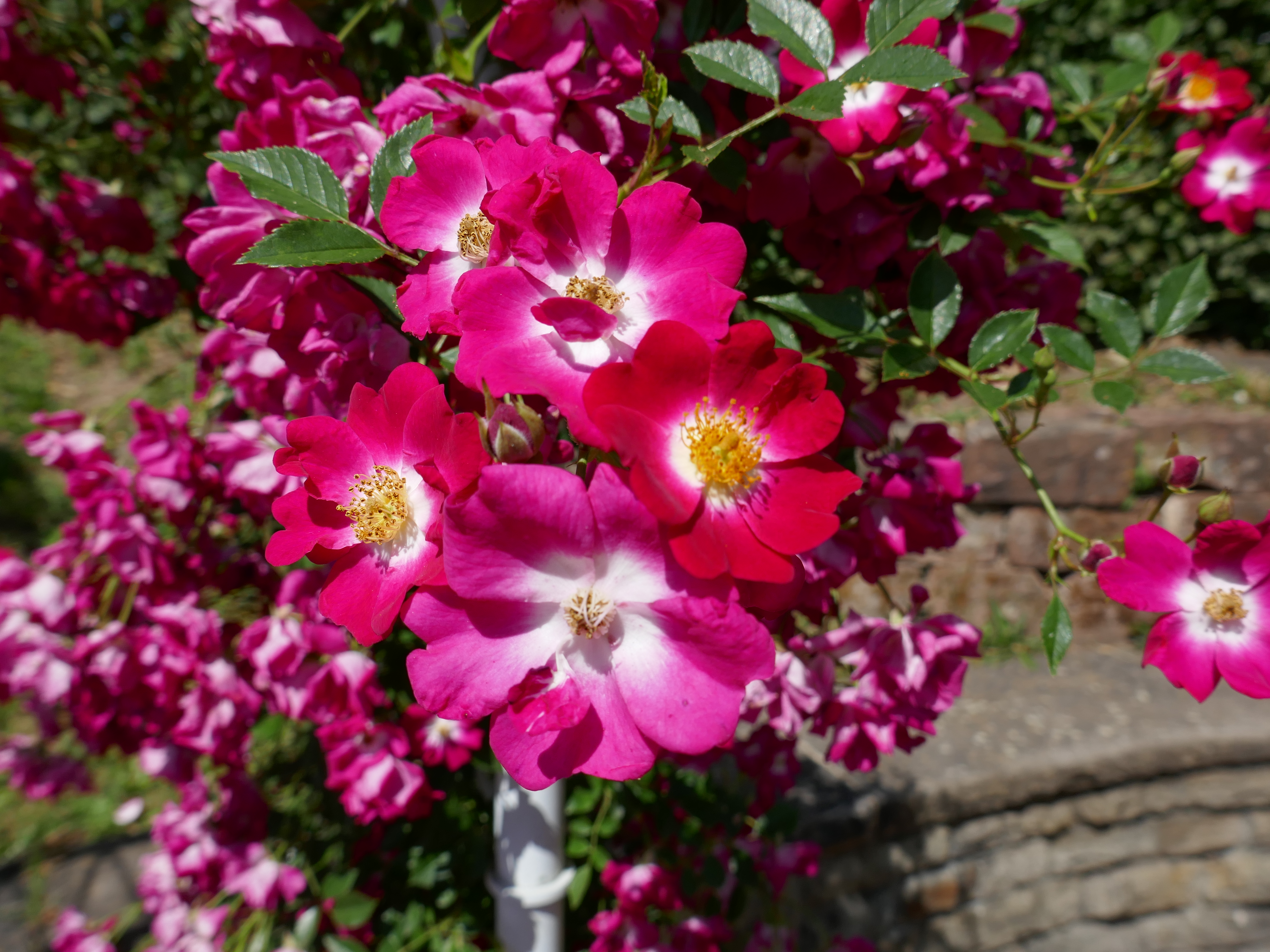
Rose 'Libertas' (Tantau, 2015).
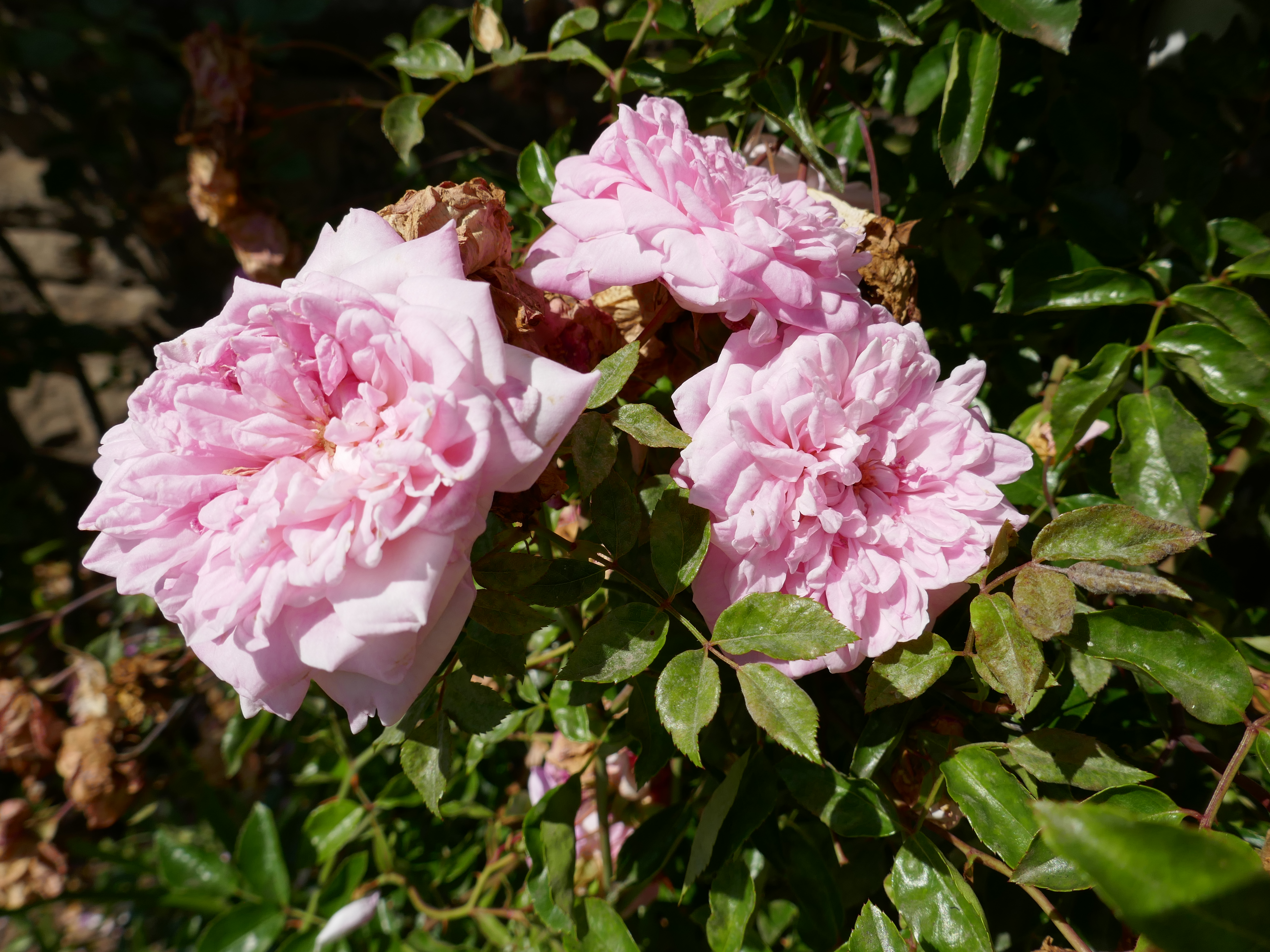
Rose 'Paul Noël' (Tanne, 1910).
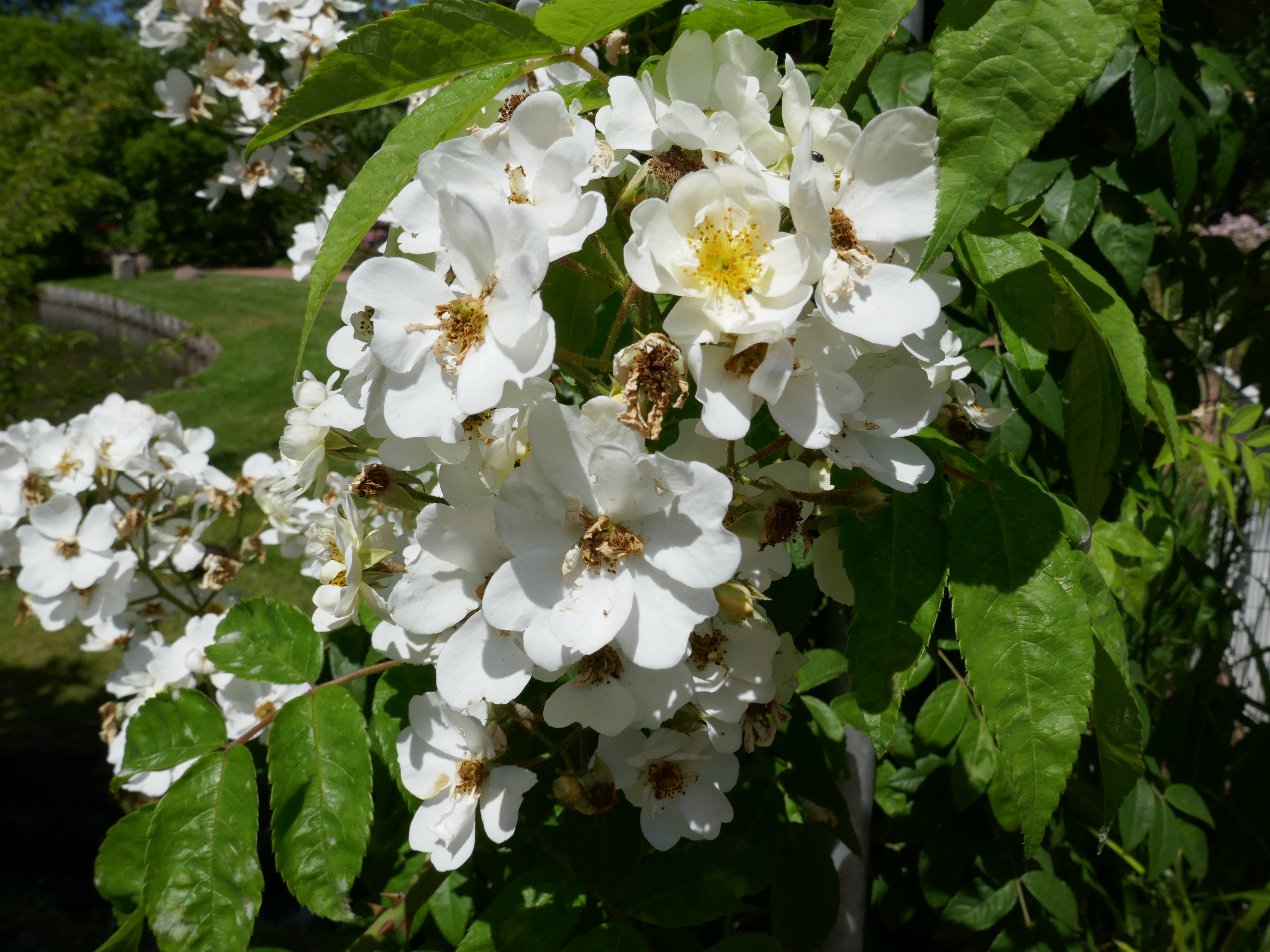
Rose 'Seagull' (Pritchard, 1907).

## Film
- Europas Rosengarten – Gekrönte Häupter in Zweibrücken, film documentaire (Allemagne, 2014) de 29 min 30 s, par Natascha Walter, production: SWR, synopsis sur ARD.